# След нас и потоп!
След нас и потоп! (на френски: Après nous le déluge) е известна фраза, приписвана на Мадам дьо Помпадур и показваща цялостното отношение на нейния любовник крал Луи ХV към управлението. Познат е и вариантът "След мен и потоп!" (Après moi le déluge), тоест от името на самия крал.

## Исторически момент
Според легендите фразата е била произнесена през 1757 г. по време на Седемгодишната война, след злополучната за Франция битка при Росбах. Там протежето на Помпадур маршал дьо Субиз се разкрива като некадърен и безотговорен военачалник и фаворитката понася сериозни упреци за назначаването му. Става очевидно, че тя бърка дворцовите интриги с външната политика. Накрая утешава разстроения крал с тези цинични думи.
Всъщност събитията показват друго. Правителството си взема поука от катастрофата. Историкът Оливие Берние твърди, че това е последното произволно назначение под влияние на фаворитката. Следващият министър, който е назначен като неин близък - херцог дьо Шоазьол - е противоположност на Субиз: енергичен и способен.

## Достоверност
Известният френски лингвист и автор на речници Ален Рей твърди, че не е открил да се споменава за тази фраза преди Френската революция от 1789 г. И добавя, че това я поставя сериозно под въпрос, защото авторите ѝ са обект на обществено внимание. Подобно на други фрази, прикачени на личностите от Стария режим от въстаналите французи (например Щом няма хляб, да ядат пасти на Мария Антоанета), и за тази изглежда, че е измислена или поне извадена от контекста.

## Значение за историята
Приема се, че в най-общ смисъл фразата означава „Не ме интересува какво ще стане след мен“, тоест след смъртта ми. Това се приписва като принципно отношение на Луи ХV в неговото властване. Има обаче и друго тълкование. Според него кралят е бил достатъчно интелигентен, за да види проблемите в обществото, но недостатъчно волеви, за да ги реши. Така че думите След нас и потоп! показват страха му, че след него натрупаното напрежение ще се превърне в катастрофа.
В следващите векове фразата често бива използвана като нарицателно за безотговорно отношение. Карл Маркс в „Капиталът“ (Том 1, 3 част, Гл. 10) твърди, че това е мотото на всеки капиталист. Чешкият писател Йозеф Томан пише книга с това име (1963), която се отнася за древен Рим. Той вменява подобен циничен възглед на императорите Тиберий и Калигула. Има и френски документален филм на екологична тема от 2006 г., наречен Après nous le déluge, в който се предупреждава за предстоящ колапс на природата.